# Ollie's Follies
Ollie's Follies è un videogioco a piattaforme ambientato in una fabbrica futuristica, pubblicato nel 1984 per Atari 8-bit dalla American Eagle Software e per Commodore 64 dalla Access Software. Una riedizione economica della Americana Software (gruppo Mastertronic) del 1986 aggiunse nell'introduzione la musica e una carrellata dimostrativa dei vari livelli.

## Modalità di gioco
Il giocatore controlla Ollie che può soltanto correre in orizzontale e saltare. Ci sono 24 livelli a schermata fissa, composti da numerose piattaforme sospese mostrate con aspetto tridimensionale, ma di fatto l'ambiente è bidimensionale. L'obiettivo di ciascun livello è sempre raggiungere l'uscita, ma in molti di essi bisogna prima raccogliere la chiave. Si può cadere verso il basso solo per piccole altezze, altrimenti si perde una vita.
Alcune piattaforme sono pattugliate da robot, letali al contatto, abbastanza piccoli da poter essere saltati. Sparsi in ogni livello si trovano dei power-up che, quando raccolti, rendono Ollie immune ai robot, consentendogli di distruggerli al contatto. Ogni power-up dura circa 5 secondi, scanditi da una musichetta e dal cambio di aspetto dei capelli di Ollie (così viene descritto sulla custodia, ma i power-up sembrano piuttosto dei caschetti che Ollie indossa).
Progredendo nei livelli si incontrano nuove complicazioni tra cui piattaforme retrattili, ventilatori che spingono via Ollie, tubi trasportatori, ascensori, teletrasporti, trampolini, funi sospese, barriere laser, fulmini. Alcune password permettono di ripartire da livelli più avanzati.